# Малиевка (Николаевская область)
Малиевка (укр. Маліївка) — село в Березнеговатском районе Николаевской области Украины.
Основано в 1812 году. Население по переписи 2001 года составляло 1032 человек. Почтовый индекс — 56214. Телефонный код — 5168. Занимает площадь 2,369 км².

## Местный совет
56214, Николаевская обл., Березнеговатский р-н, с. Малиевка, ул. Советская, 57